# بريجيت بورشاردت
بريجيت بورشاردت (بالإنجليزية: Brigitte Burchardt)‏ (من مواليد 17 أكتوبر 1954)، هوفمان وهي لاعبة شطرنج ألمانية حصلت على لقب «أستاذ دولي في (الشطرنج)» في عام 1975. كانت الفائزة ببطولة ألمانيا الشرقية للشطرنج ثلاث مرات (1975، 1978، 1979).

## حياتها
في السبعينيات والثمانينيات، كانت بريجيت بورشاردت واحدة من أبرز لاعبي الشطرنج في ألمانيا الشرقية. شاركت في العديد من المرات في نهائيات بطولة ألمانيا للشطرنج النسائية، حيث فازت بـ 10 ميداليات: 3 ذهبيات (1975، 1978، 1979)، 5 فضية (1972، 1976، 1980، 1982، 1990) و 2 برونزية (1970، 1983). كانت أيضا بطلة النساء في ألمانيا الشرقية في الشطرنج السريع للأعوام التالية: (1970، 1979، 1981).
في عام 1974، فازت ببطولة الشطرنج الدولية للنساء. في عام 1975، حصلت على لقب «أستاذ دولي في (الشطرنج)». في عام 1976، شاركت في البطولة العالمية لبطولة الشطرنج للنساء في تبليسي، واحتلت المركز التاسع. في عام 1980، شاركت في المركزين الأول والثاني في دورة الشطرنج الدولية للنساء في بيدغوشتش، وفي عام 1990 حققت نجاحًا آخر، فازت في بطولة الشطرنج الدولية للنساء في آرهوس. نجحت في مرات عديدة في البطولات الدولية في هاله (سكسونيا-أنهالت)، بما في ذلك المركز الأول المشترك في عام 1975 والمركز الثاني في عام 1976 والمركز الأول في عام 1978 وتقاسمت المركز الأول في عام 1979 والمركز الأول في عام 1982.
لعبت بريجيت بورشاردت لألمانيا الشرقية (1990) وألمانيا (1992) في أولمبياد الشطرنج للسيدات:
- في 1990، حصلت على المركز الأول في أولمبياد الشطرنج 29 (نساء) في نوفي ساد (+7، =1، -4)،
- في 1992، حصلت على المركز الثاني في أولمبياد الشطرنج 30 (نساء) في مانيلا (+3، =2، -5).

لدى بريجيت ابنه تدعى ريجينا بوركهارت (مواليد 1983) وهي لاعبة كرة طائرة سابقة.

## وصلات خارجية
- بريجيت بورشاردت على موقع الاتحاد الدولي للشطرنج (الإنجليزية)
- بريجيت بورشاردت على موقع مباريات الشطرنج (الإنجليزية)
- بريجيت بورشاردت على موقع 365Chess.com (الإنجليزية)
- بريجيت بورشاردت على موقع Chesstempo.com (الإنجليزية)
- بريجيت بورشاردت سجل أولمبياد الشطرنج للسيدات على موقع OlimpBase.org (الإنجليزية)
- Brigitte Burchardt chess games at 365Chess.com